# کلی بگر
کلی بگر، روستایی از توابع بخش هیدوچ شهرستان سراوان در استان سیستان و بلوچستان ایران است.

## جمعیت
این روستا در دهستان کنت قرار دارد و براساس سرشماری مرکز آمار ایران در سال ۱۳۸۵، جمعیت آن ۴۳ نفر (۸خانوار) بوده‌است.